# Метрополітен Більбао

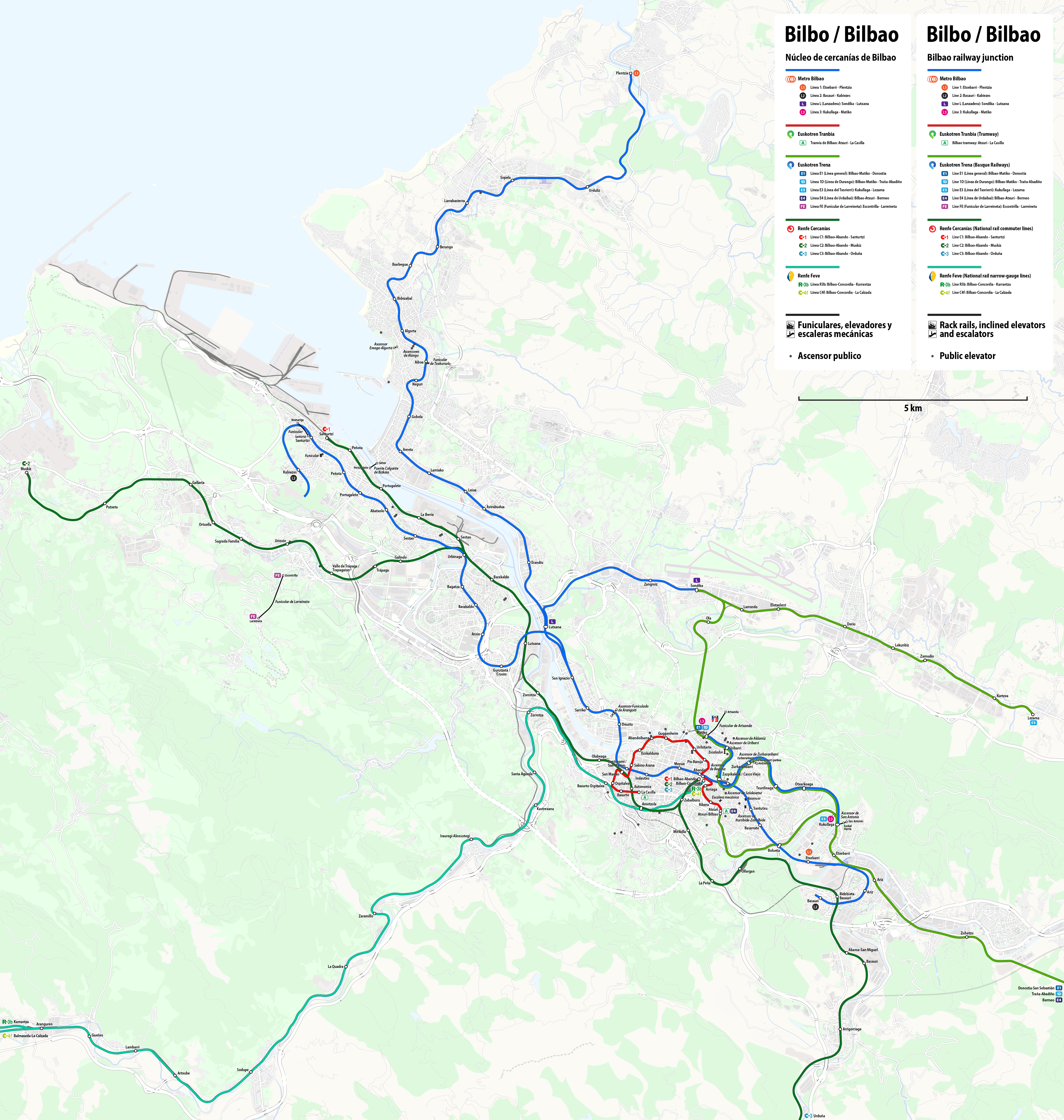

Метрополітен Більбао (ісп. Metro de Bilbao, баск. Bilboko metroa) — система метрополітену, що обслуговує місто Більбао, Іспанія та регіон Гран-Більбао. Дві його лінії розташовані у вигляді латинської літери «Y» та з'єднують обидва береги річки Нервйон. Метро з'єднане з трамвайною лінією Euskotren Tranbia та з залізницею. Це третій метрополітен в Іспанії за обсягами пасажироперевезень після Мадридського та Барселонського. В системі використовуються чотиривагонні потяги що живляться від повітряної контактної мережі. Ширина колії — метрова.

## Історія
Перші ідеї будівництва метро в Більбао з'явилися в 1920-их. Міська рада підготувала проєкт метро. Але через кризу 1929 та Громадянську війну в Іспанії проєкт не втілили в життя.
В 1971 році уряд провінції Біскай, Міська рада Більбао та Комерційне бюро створили комісію з оцінки транспортних потреб Гран-Більбао. В 1976 році був створений Біскайський транспортний консорціум. В цьому ж році було розроблено два проєкти метро, один з яких дуже подібний до нині існуючої системи. В 1985 році був розроблений новий проєкт. Цей проєкт був затверджений урядом Країни Басків в 1987 році.
Для будівництва метро був запрошений архітектор Норман Фостер. Будівництво почалось в 1988 році. В 1989 році будівельні роботи почались в центрі міста. Через них центральна площа міста Moyúa була закрита до 1997 року. Найбільші складнощі виникли в районах Deusto та San Inazio — прокладення там тунелю пошкодило декілька будівель, було дуже шумним та спричинило транспортні проблеми.
Перша частина лінії 1 між станціями Каско-Віехо та Плентсіа (23 станції) була відкрита 11 листопада 1995. Вона розташована на північному березі річки Нувйон. Перші п'ять станцій другої лінії відкрилися 13 квітня 2002. Останніми відкритими станціями стали Peñota та Santurtzi, які відкрилися 4 липня 2009.
Лінія 3 відкрилася 8 квітня 2017 року. Лінія складається з 6 підземних та 1 наземної станції

## Найзавантаженіші станції
- Abando — 6 786 616 пасажирів
- Casco Viejo — 6 554 028 пасажирів
- Moyua — 6 342 798 пасажирів
- Indautxu — 6 195 720 пасажирів
- San Mames — 5 769 908 пасажирів

## Галерея

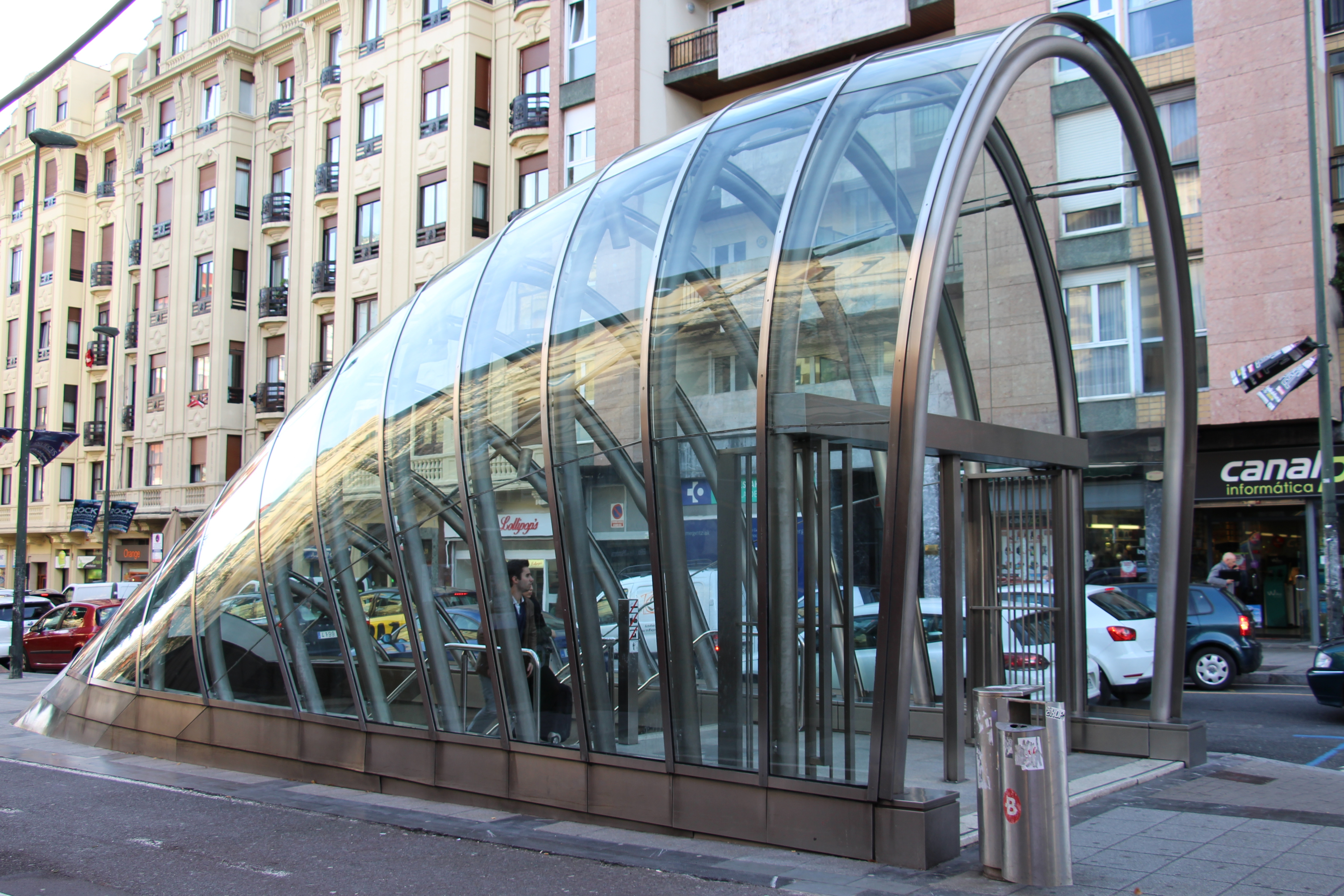
Вихід зі станції «Indautxu»
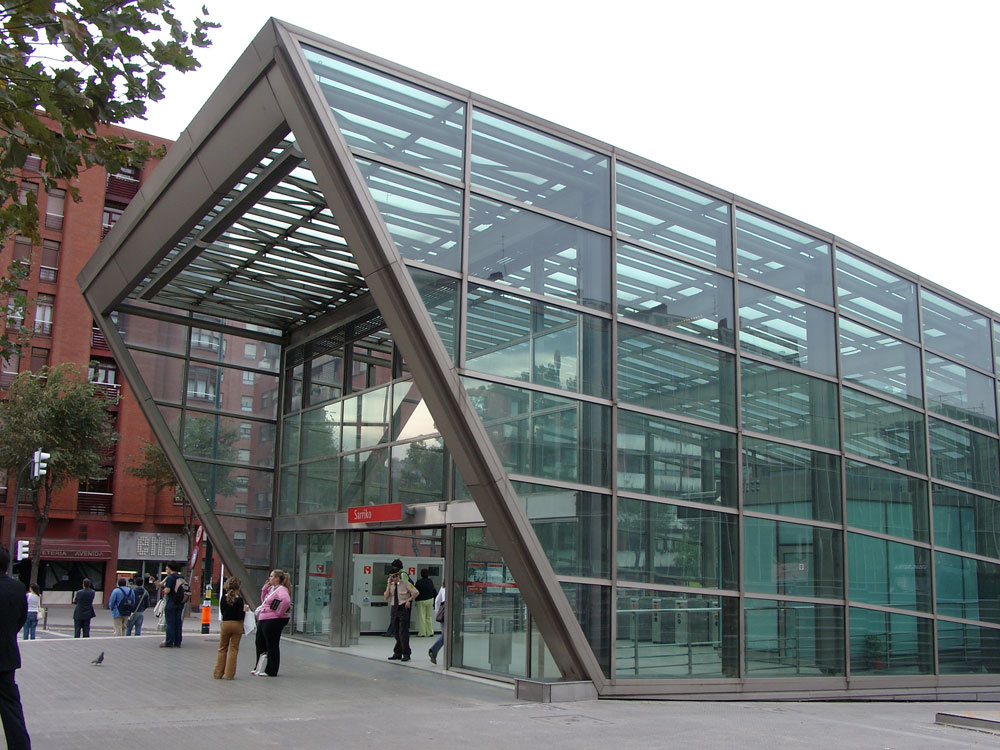
Вихід зі станції «Sarriko»
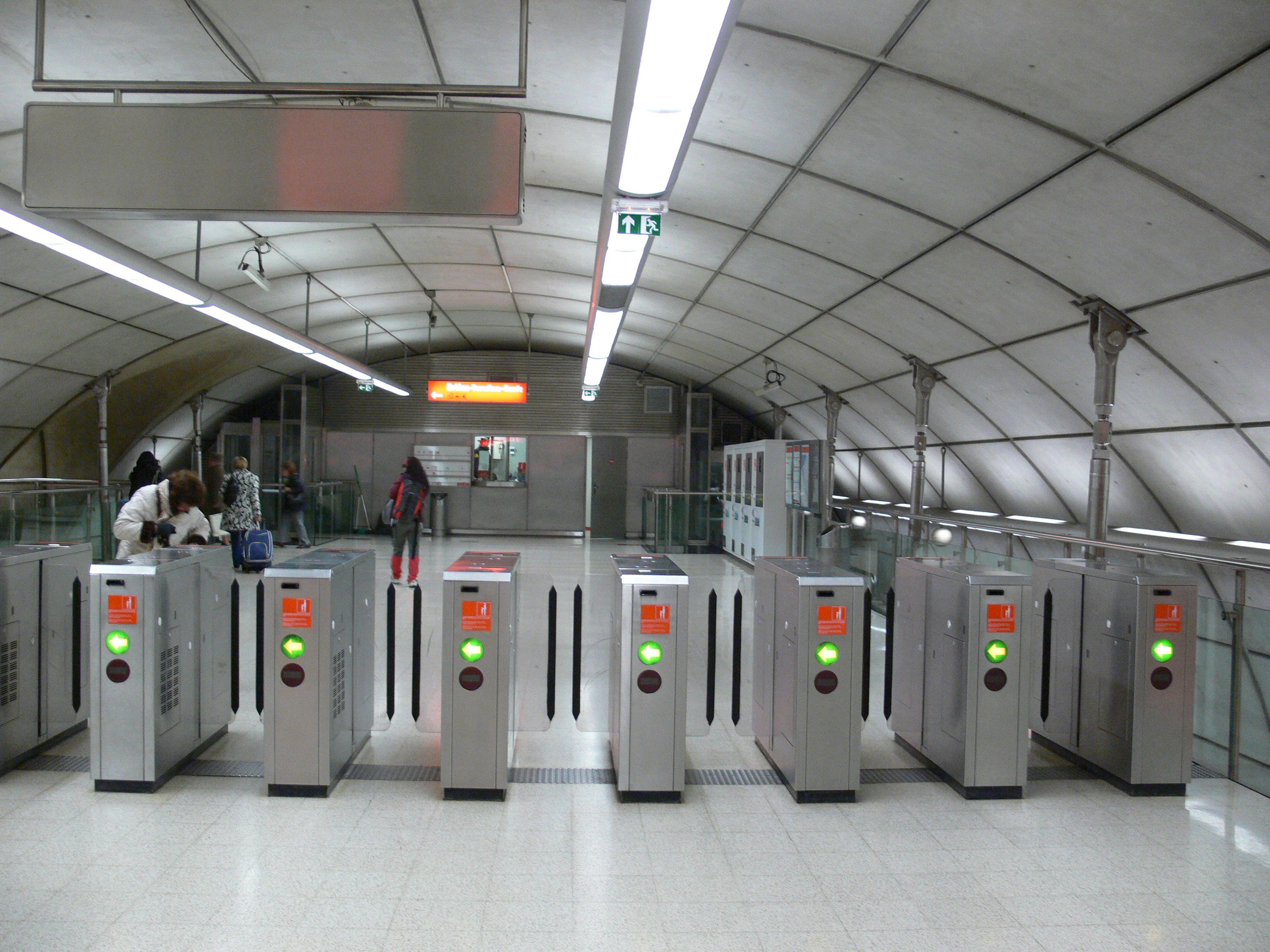
Турнікети на станції «San Mamés»
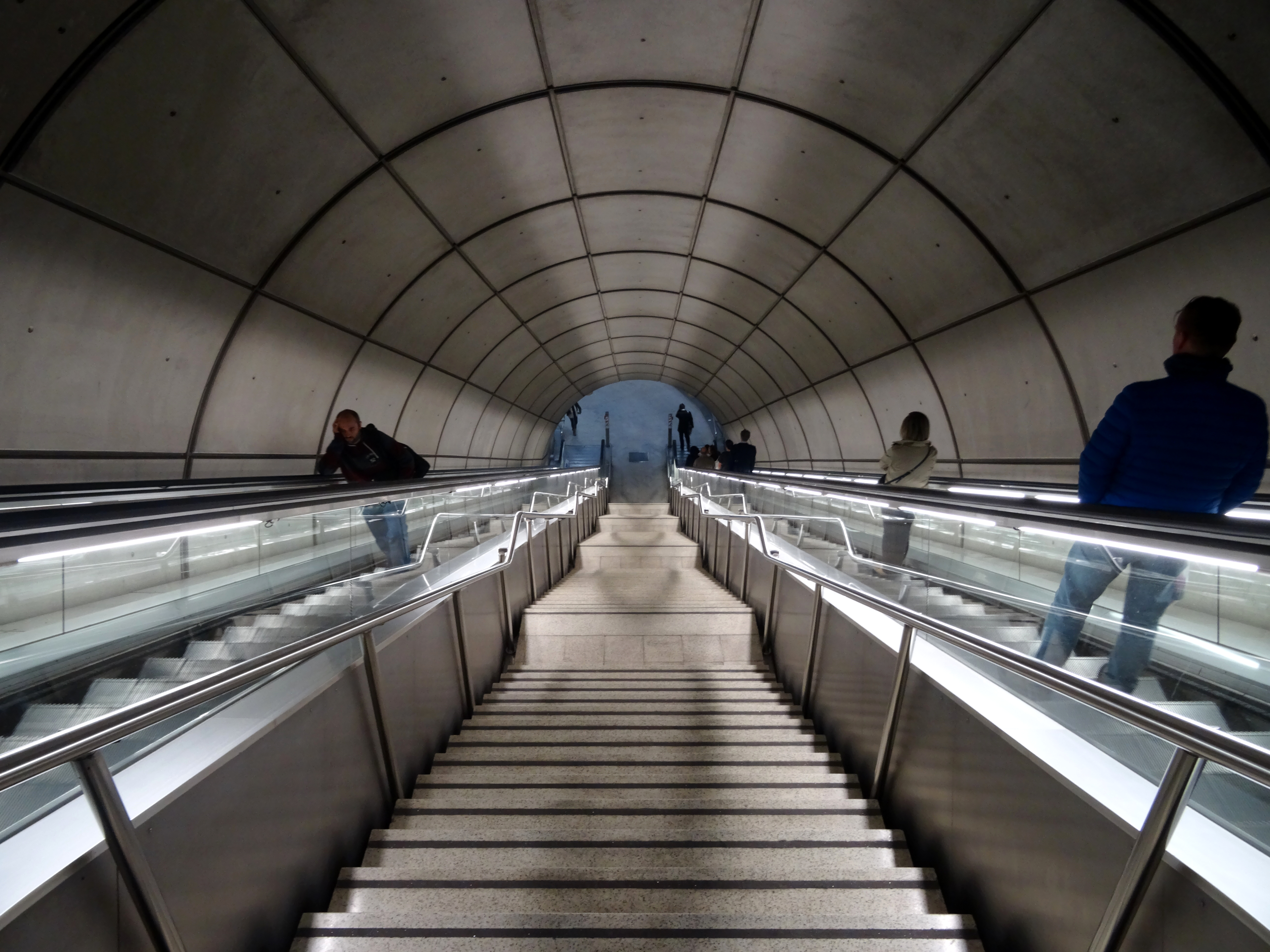
Ескалатори на станції «Mouya»
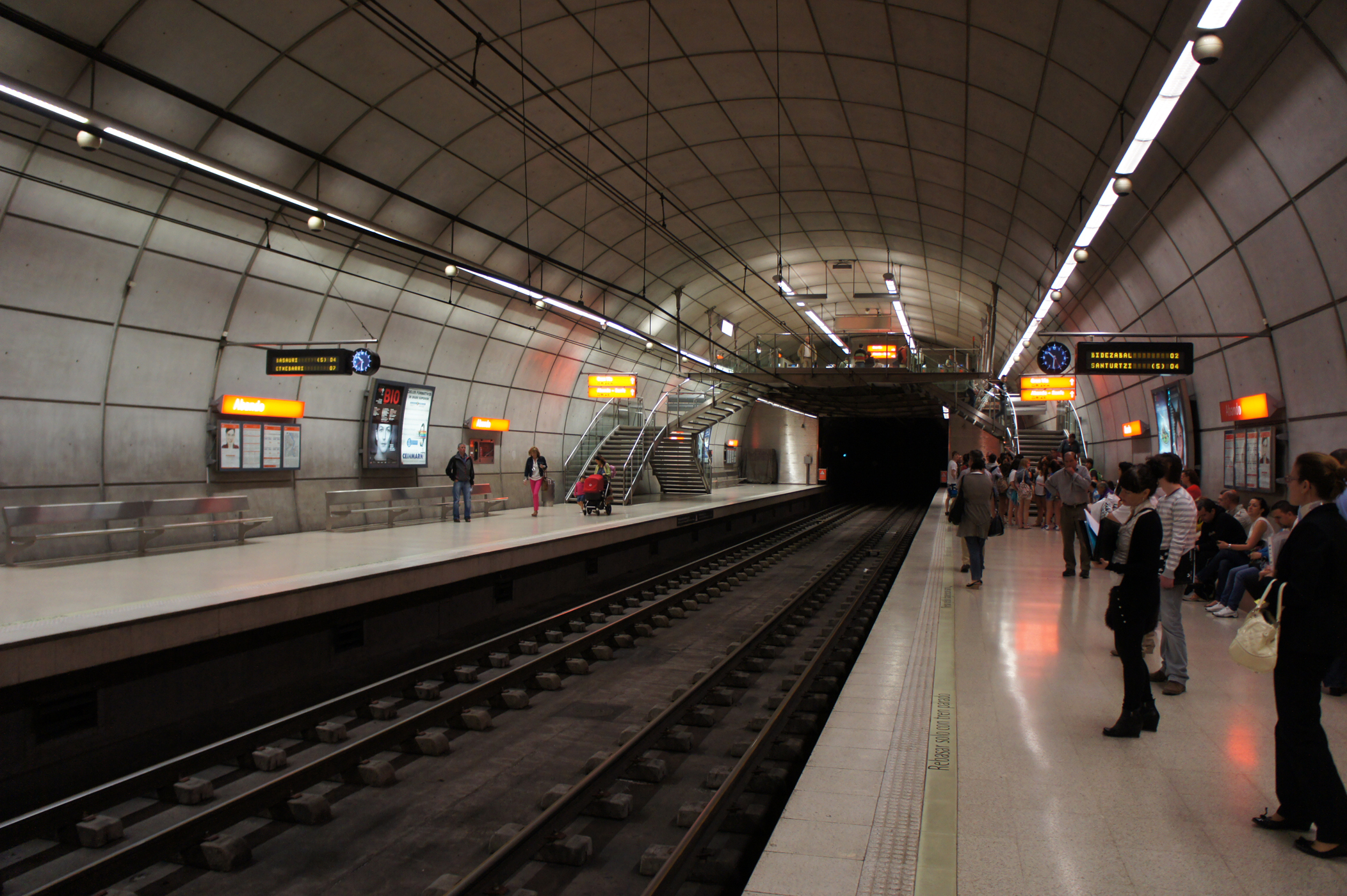
Станція «Abando»
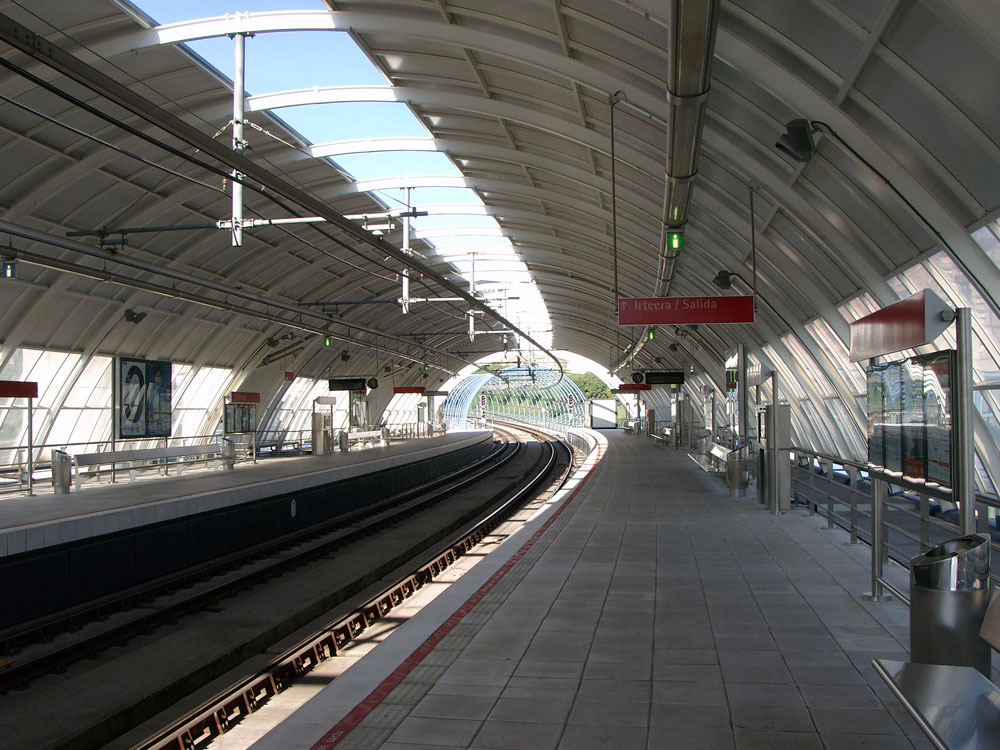
Станція «Urbinaga»
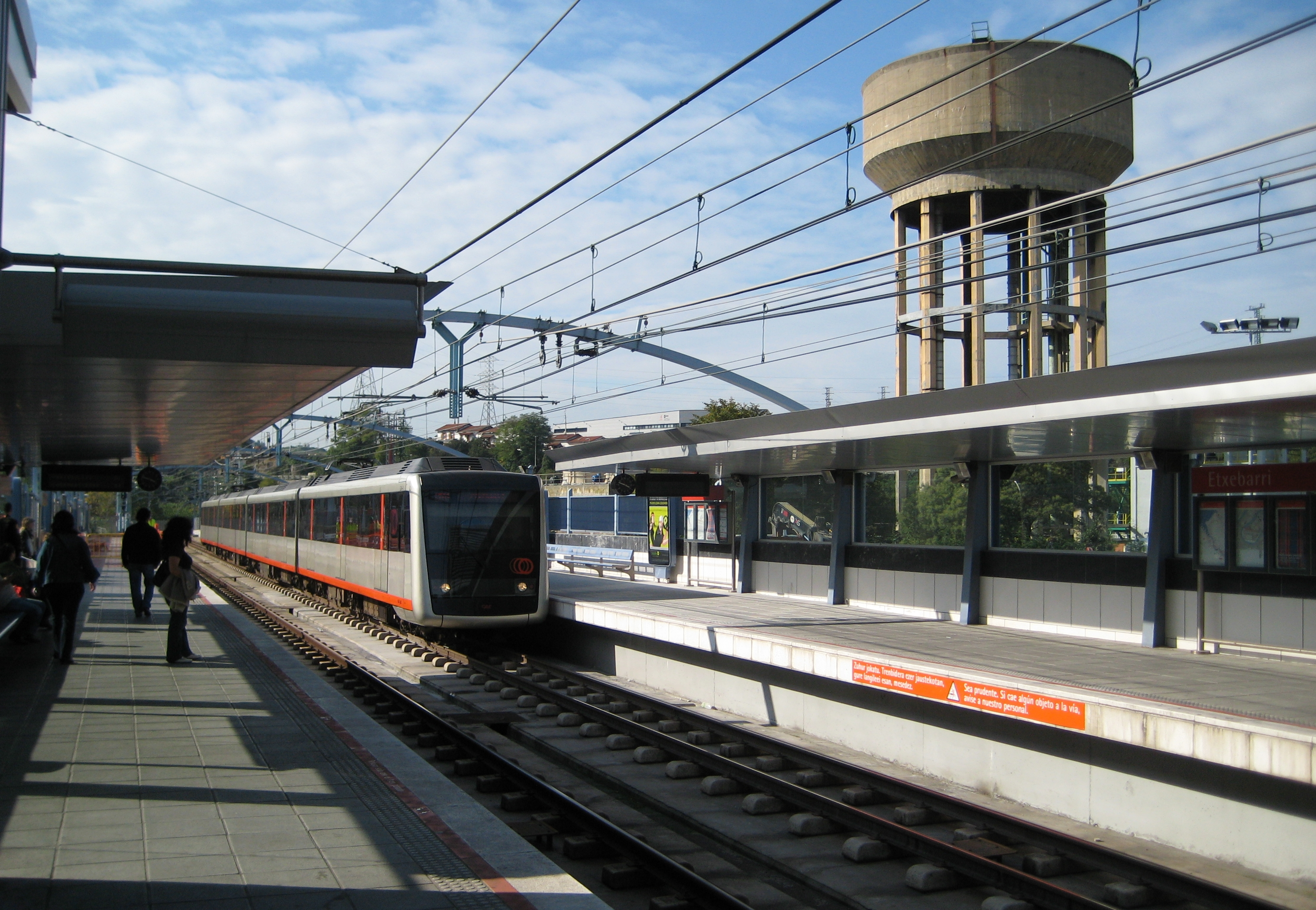
Потяг на станції «Etxebarri»
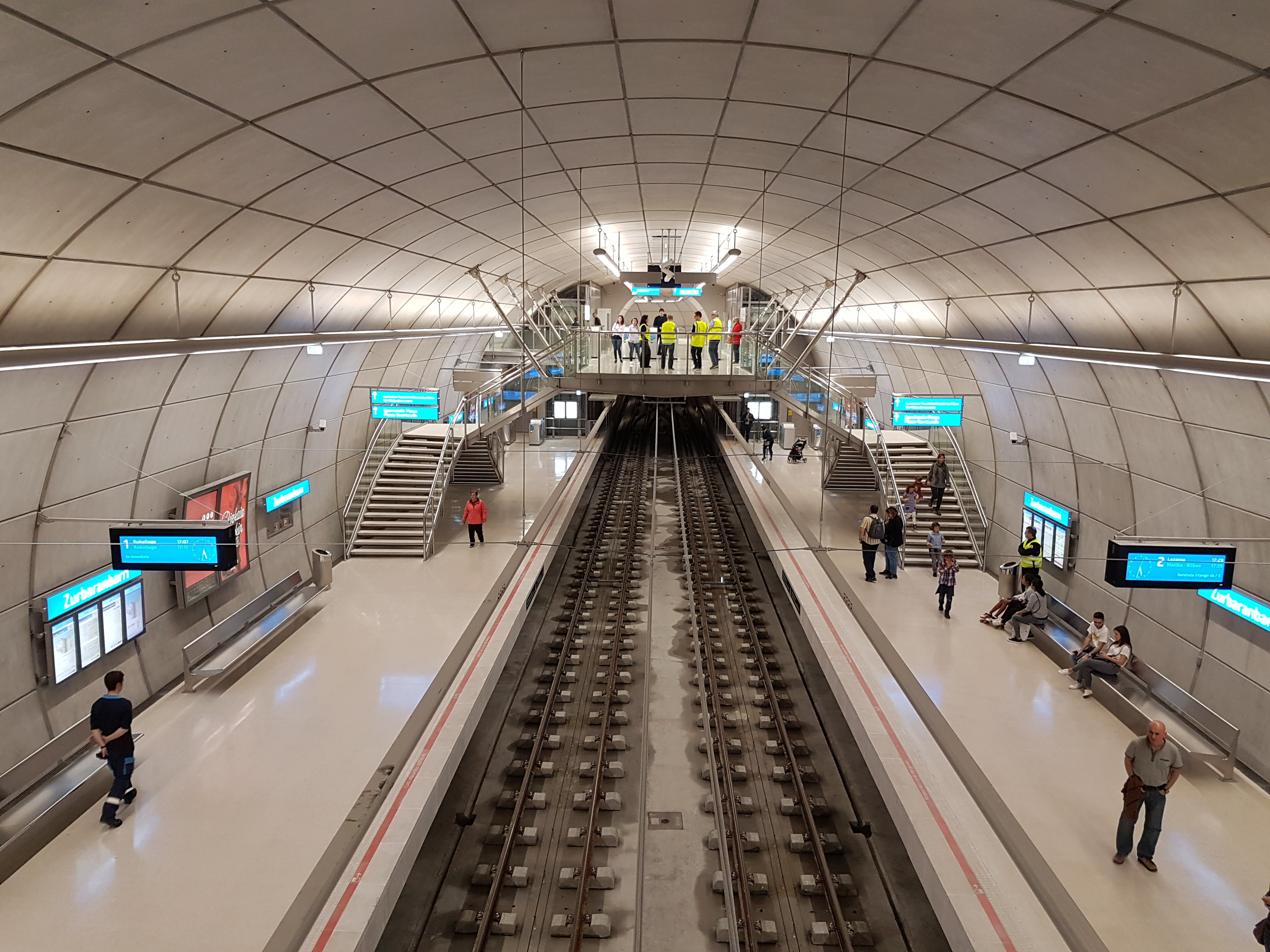
Станція «Zurbaranbarri», Лінія 3